# Olympische Sommerspiele 2004/Handball
Bei den XXVIII. Olympischen Spielen 2004 in Athen wurden zwei Handball-Turniere ausgetragen. Austragungsorte waren der Faliro Sports Pavilion im Faliro Coastal Zone Olympic Sports Complex (Vorrundenspiele) und die Elliniko Indoor Arena im Elliniko Olympic Complex (Finalspiele).

## Männer

### Medaillengewinner

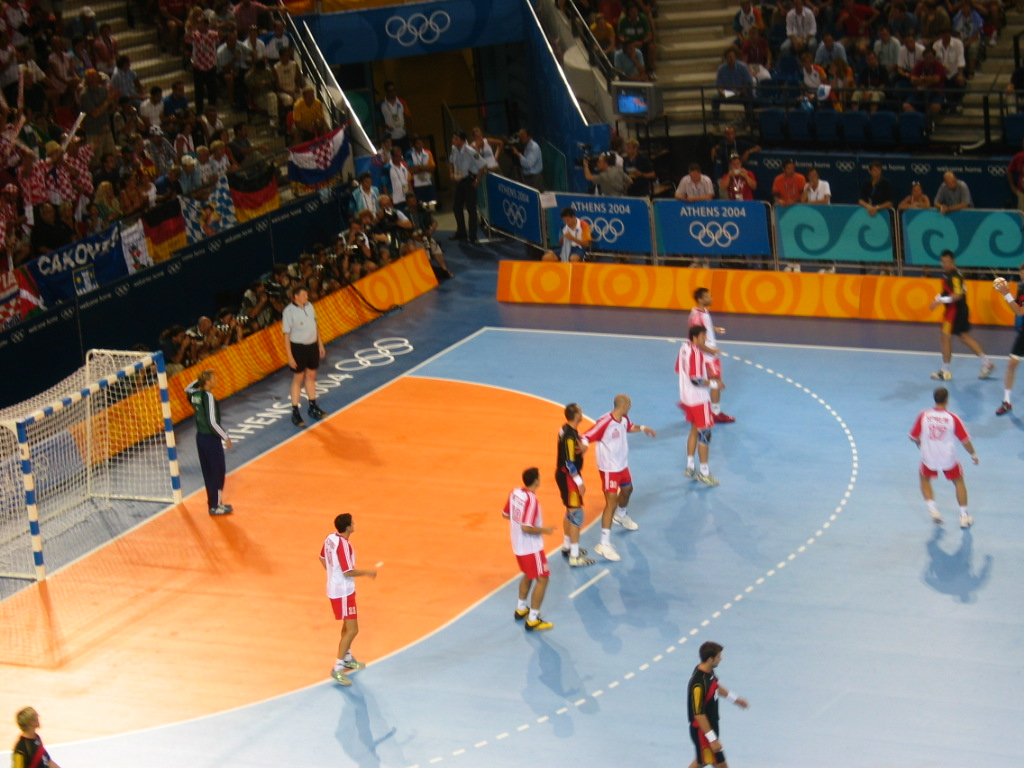
Spielszene während des Herrenfinales CRO – GER

| Gold | Silber | Bronze |
| --- | --- | --- |
| Kroatien Ivano Balić Davor Dominiković Mirza Džomba Slavko Goluža Nikša Kaleb Blaženko Lacković Venio Losert Valter Matošević Petar Metličić Vlado Šola Denis Špoljarić Goran Šprem Igor Vori Drago Vuković Vedran Zrnić Trainer: Lino Červar | DeutschlandMarkus Baur Mark Dragunski Henning Fritz Pascal Hens Jan-Olaf Immel Torsten Jansen Florian Kehrmann Stefan Kretzschmar Klaus-Dieter Petersen Christian Ramota Christian Schwarzer Christian Zeitz Daniel Stephan Volker Zerbe Frank von Behren Trainer: Heiner Brand | RusslandPawel Baschkin Alexander Gorbatikow Wjatscheslaw Gorpischin Witali Iwanow Eduard Kokscharow Alexei Kostygow Denis Kriwoschlykow Wassili Kudinow Oleg Kuleschow Andrei Lawrow Sergei Pogorelow Alexei Rastworzew Michail Tschipurin Dmitri Torgowanow Alexander Tutschkin Trainer: Wladimir Maximow |

### Vorrundenspiele

#### Gruppe A
| Rang | Land      | S | G | U | V | Tore    | Punkte |
| ---- | --------- | - | - | - | - | ------- | ------ |
| 1    | Kroatien  | 5 | 5 | 0 | 0 | 146:129 | 10     |
| 2    | Spanien   | 5 | 4 | 0 | 1 | 154:137 | 8      |
| 3    | Südkorea  | 5 | 2 | 0 | 3 | 148:148 | 4      |
| 4    | Russland  | 5 | 2 | 0 | 3 | 145:145 | 4      |
| 5    | Island    | 5 | 1 | 0 | 4 | 143:158 | 2      |
| 6    | Slowenien | 5 | 1 | 0 | 4 | 130:149 | 2      |

| Datum      | Ortszeit  | Begegnung | Begegnung | Begegnung | Ergebnis      |
| ---------- | --------- | --------- | --------- | --------- | ------------- |
| 14. August | 09:30 Uhr | Spanien   | -         | Südkorea  | 31:30 17;12   |
| 14. August | 14:30 Uhr | Russland  | -         | Slowenien | 28:25 (16:13) |
| 14. August | 19:30 Uhr | Kroatien  | -         | Island    | 34:30 (16:12) |
| 16. August | 09:30 Uhr | Südkorea  | -         | Russland  | 35:32 (16:16) |
| 16. August | 11:30 Uhr | Slowenien | -         | Kroatien  | 26:27 (10:13) |
| 16. August | 14:30 Uhr | Island    | -         | Spanien   | 23:31 (12:13) |
| 18. August | 09:30 Uhr | Kroatien  | -         | Südkorea  | 29:26 (12:10) |
| 18. August | 11:30 Uhr | Island    | -         | Slowenien | 30:25 (10:10) |
| 18. August | 19:30 Uhr | Spanien   | -         | Russland  | 29:26 (11:11) |
| 20. August | 09:30 Uhr | Südkorea  | -         | Island    | 34:30 (16:13) |
| 20. August | 11:30 Uhr | Spanien   | -         | Slowenien | 41:28 (18:15) |
| 20. August | 19:30 Uhr | Russland  | -         | Kroatien  | 25:26 (14:10) |
| 22. August | 09:30 Uhr | Slowenien | -         | Südkorea  | 26:23 (12:11) |
| 22. August | 11:00 Uhr | Kroatien  | -         | Spanien   | 30:22 (15:9)  |
| 22. August | 19:30 Uhr | Russland  | -         | Island    | 34:30 (17:11) |

#### Gruppe B
| Rang | Land         | S | G | U | V | Tore    | Punkte |
| ---- | ------------ | - | - | - | - | ------- | ------ |
| 1    | Frankreich   | 5 | 5 | 0 | 0 | 135:108 | 10     |
| 2    | Ungarn       | 5 | 4 | 0 | 1 | 132:124 | 8      |
| 3    | Deutschland  | 5 | 3 | 0 | 2 | 139:110 | 6      |
| 4    | Griechenland | 5 | 2 | 0 | 3 | 117:130 | 4      |
| 5    | Brasilien    | 5 | 1 | 0 | 4 | 105:133 | 2      |
| 6    | Ägypten      | 5 | 0 | 0 | 5 | 110:133 | 0      |

| Datum      | Ortszeit  | Begegnung    | Begegnung | Begegnung    | Ergebnis      |
| ---------- | --------- | ------------ | --------- | ------------ | ------------- |
| 14. August | 11:30 Uhr | Ungarn       | -         | Ägypten      | 33:28 (16:15) |
| 14. August | 16:30 Uhr | Deutschland  | -         | Griechenland | 28:18 (15:8)  |
| 14. August | 21:30 Uhr | Frankreich   | -         | Brasilien    | 31:17 (14:6)  |
| 16. August | 16:30 Uhr | Griechenland | -         | Frankreich   | 25:29 (15:15) |
| 16. August | 19:30 Uhr | Brasilien    | -         | Ungarn       | 19:20 (10:10) |
| 16. August | 21:30 Uhr | Ägypten      | -         | Deutschland  | 14:26 (5:14)  |
| 18. August | 14:30 Uhr | Frankreich   | -         | Ungarn       | 26:23 (9:10)  |
| 18. August | 16:30 Uhr | Griechenland | -         | Ägypten      | 26:25 (18:10) |
| 18. August | 21:30 Uhr | Deutschland  | -         | Brasilien    | 34:21 (18:12) |
| 20. August | 14:30 Uhr | Brasilien    | -         | Griechenland | 22:26 (9:13)  |
| 20. August | 16:30 Uhr | Ungarn       | -         | Deutschland  | 30:29 (17:14) |
| 20. August | 21:30 Uhr | Frankreich   | -         | Ägypten      | 22:21 (11:13) |
| 22. August | 14:30 Uhr | Deutschland  | -         | Frankreich   | 22:27 (11:12) |
| 22. August | 14:30 Uhr | Ungarn       | -         | Griechenland | 26:22 (12:12) |
| 22. August | 21:30 Uhr | Ägypten      | -         | Brasilien    | 22:26 (11:10) |

### Finalrunde
|  | Viertelfinale              | Viertelfinale              |                            |                            | Halbfinale                 | Halbfinale |  |  | Finale                     | Finale                     |
|  |                            |                            |                            |                            |                            |            |  |  |                            |                            |
|  | 24. August 2004, 16:30 Uhr |                            |                            |                            |                            |            |  |  |                            |                            |
|  | Kroatien                   | 33 (19)                    |                            |                            |                            |            |  |  |                            |                            |
|  | Kroatien                   | 33 (19)                    | 27. August 2004, 14:30 Uhr |                            |                            |            |  |  |                            |                            |
|  | Griechenland               | 27 (11)                    |                            |                            |                            |            |  |  |                            |                            |
|  | Griechenland               | 27 (11)                    | Kroatien                   | 33 (18)                    |                            |            |  |  |                            |                            |
|  |                            |                            | Kroatien                   | 33 (18)                    |                            |            |  |  |                            |                            |
|  |                            | Ungarn                     | 31 (16)                    |                            |                            |            |  |  |                            |                            |
|  | Südkorea                   | Ungarn                     | 31 (16)                    | 25 (13)                    |                            |            |  |  |                            |                            |
|  | Südkorea                   |                            |                            | 25 (13)                    |                            |            |  |  |                            |                            |
|  | Ungarn                     | 30 (14)                    |                            | 29. August 2004, 16:45 Uhr | 29. August 2004, 16:45 Uhr |            |  |  |                            |                            |
|  | 24. August 2004, 14:30 Uhr | 24. August 2004, 14:30 Uhr | Kroatien                   | 26 (11)                    |                            |            |  |  |                            |                            |
|  | 24. August 2004, 19:30 Uhr | 24. August 2004, 19:30 Uhr |                            | Deutschland                | 24 (12)                    |            |  |  |                            |                            |
|  | Deutschland                | 32 (30, 28, 27, 15) i.S.   |                            |                            |                            |            |  |  |                            |                            |
|  | Spanien                    | 30 (30, 28, 27, 16) i.S.   |                            |                            |                            |            |  |  |                            |                            |
|  | Spanien                    | 30 (30, 28, 27, 16) i.S.   | Deutschland                | 21 (09)                    |                            |            |  |  |                            |                            |
|  |                            |                            | Deutschland                | 21 (09)                    | 3rd/4th Place              |            |  |  |                            |                            |
|  |                            | Russland                   | 15 (10)                    |                            |                            |            |  |  |                            |                            |
|  | Frankreich                 | Russland                   | 15 (10)                    | 24 (14)                    | Ungarn                     | 26 (10)    |  |  |                            |                            |
|  | Frankreich                 | 27. August 2004, 16:30 Uhr |                            | 24 (14)                    | Ungarn                     | 26 (10)    |  |  |                            |                            |
|  | Russland                   | 26 (13)                    |                            | Russland                   | 28 (13)                    |            |  |  |                            |                            |
|  | Russland                   | 26 (13)                    |                            |                            | 28 (13)                    |            |  |  |                            |                            |
|  | 24. August 2004, 21:30 Uhr | 24. August 2004, 21:30 Uhr |                            |                            |                            |            |  |  | 28. August 2004, 16:45 Uhr | 28. August 2004, 16:45 Uhr |

Das Viertelfinalspiel Deutschland – Spanien endete nach zweimaliger Verlängerung im Siebenmeterwerfen mit 32:30 (30:30 2.V., 28:28 1.V., 27:27, 15:16).

#### Platzierungsspiele 9–12
| Datum, Uhrzeit             | Team 1    | Team 2  | Ergebnis      |
| -------------------------- | --------- | ------- | ------------- |
| Spiel um Platz 11          |           |         |               |
| 24. August 2004, 09:30 Uhr | Slowenien | Ägypten | 30:24 (11:13) |
| Spiel um Platz 9           |           |         |               |
| 24. August 2004, 11:30 Uhr | Brasilien | Island  | 25:29 (11:13) |

#### Platzierungsspiele 5–8
|  | 5.–8. Platz                | 5.–8. Platz                |                            |         | 5./6. Platz                | 5./6. Platz                |
|  |                            |                            |                            |         |                            |                            |
|  | Griechenland               | 29 (16)                    |                            |         |                            |                            |
|  | Südkorea                   | 24 (09)                    |                            |         |                            |                            |
|  | 27. August 2004, 11:30 Uhr |                            |                            |         |                            |                            |
|  |                            |                            | 28. August 2004, 19:30 Uhr |         |                            |                            |
|  | Griechenland               | 15 (07)                    |                            |         |                            |                            |
|  |                            | Frankreich                 | 33 (17)                    |         |                            |                            |
|  |                            |                            |                            |         |                            |                            |
|  | 7./8. Platz                |                            |                            |         |                            |                            |
|  | 27. August 2004, 09:30 Uhr | 27. August 2004, 09:30 Uhr | Südkorea                   | 24 (11) |                            |                            |
|  | Spanien                    | 27 (13)                    | Spanien                    | 31 (12) |                            |                            |
|  | Frankreich                 | 29 (11)                    |                            |         | 28. August 2004, 21:30 Uhr | 28. August 2004, 21:30 Uhr |

#### Spiel um Platz 3
| Datum, Uhrzeit             | Team 1 | Team 2   | Ergebnis      |
| -------------------------- | ------ | -------- | ------------- |
| 28. August 2004, 16:45 Uhr | Ungarn | Russland | 26:28 (10:13) |

#### Finale
| Datum, Uhrzeit             | Team 1   | Team 2      | Ergebnis      |
| -------------------------- | -------- | ----------- | ------------- |
| 29. August 2004, 16:45 Uhr | Kroatien | Deutschland | 26:24 (11:12) |

Die Halbzeitergebnisse sind in Klammern gesetzt.

### Allstar-Team
| Position         | Name                | Land        |
| ---------------- | ------------------- | ----------- |
| Tor:             | Henning Fritz       | Deutschland |
| Linksaußen:      | Juanín García       | Spanien     |
| Rückraum links:  | Carlos Pérez        | Ungarn      |
| Rückraum Mitte:  | Ivano Balić         | Kroatien    |
| Rückraum rechts: | Ólafur Stefánsson   | Island      |
| Rechtsaußen:     | Mirza Džomba        | Kroatien    |
| Kreis:           | Christian Schwarzer | Deutschland |

### Torschützenliste
| Nr. | Spieler              | Land         | Spiele | Tore |
| --- | -------------------- | ------------ | ------ | ---- |
| 1.  | Yoon Kyung-Shin      | Korea Sud    | –      | 58   |
| 2.  | Mirza Džomba         | Kroatien     | –      | 55   |
| 3.  | Carlos Pérez         | Ungarn       | –      | 54   |
| 4.  | Eduard Kokscharow    | Russland     | –      | 45   |
| 5.  | Stefan Kretzschmar   | Deutschland  | –      | 44   |
| 6.  | Ólafur Stefánsson    | Island       | –      | 43   |
| 7.  | Nikolaos Grammatikos | Griechenland | –      | 41   |
| 8.  | Florian Kehrmann     | Deutschland  | –      | 40   |
|     | Alexei Rastworzew    | Russland     | –      | 40   |

## Frauen

### Medaillengewinnerinnen
| Platz | Land     | Spielerinnen |
| ----- | -------- | --- |
| 1     | Dänemark | Kristine Andersen, Karen Brødsgaard, Line Daugaard, Katrine Fruelund, Trine Jensen, Rikke Hørlykke, Lotte Kiærskou, Mette Vestergaard, Henriette Rønde Mikkelsen, Karin Ørnhøj Mortensen, Louise Bager Nørgaard, Rikke Schmidt, Rikke Skov, Camilla Thomsen, Josephine Touray Trainer: Jan Pytlick           |
| 2     | Südkorea | Choi Im-jeong, Huh Soon-young, Huh Young-sook, Jang So-hee, Kim Cha-youn, Kim Hyun-ok, Lee Gong-joo, Lee Sang-eun, Lim O-kyeong, Moon Kyeong-ha, Moon Pil-hee, Myoung Bok-hee, Oh Seong-ok, Oh Yong-ran, Woo Sun-hee Trainer: Lim Young-chul                                                                 |
| 3     | Ukraine  | Natalja Borissenko, Hanna Burmistrowa, Iryna Hontscharowa, Larissa Saspa, Tetjana Schynkarenko, Marina Werheljuk, Olena Jazenko, Hanna Sjukalo, Olena Radtschenko, Olena Zyhyzja, Halyna Markuschewska, Ljudmyla Schewtschenko, Natalja Ljapina, Anastassija Borodina, Oksana Rajchel Trainer: Leonid Ratner |

### Vorrundenspiele
Gruppe A
| China – Ungarn           |  | 24:28 |
| Griechenland – Brasilien |  | 21:29 |
| Ukraine – China          |  | 26:21 |
| Ungarn – Griechenland    |  | 33:20 |
| Griechenland – China     |  | 13:33 |
| Brasilien – Ukraine      |  | 19:21 |
| Ukraine – Griechenland   |  | 29:20 |
| Brasilien – Ungarn       |  | 26:35 |
| China – Brasilien        |  | 28:23 |
| Ungarn – Ukraine         |  | 22:23 |

Gruppe B
| Spanien – Angola      |  | 24:24 |
| Dänemark – Frankreich |  | 35:26 |
| Südkorea – Dänemark   |  | 29:29 |
| Frankreich – Spanien  |  | 27:20 |
| Angola – Südkorea     |  | 30:40 |
| Spanien – Dänemark    |  | 21:23 |
| Angola – Frankreich   |  | 21:29 |
| Südkorea – Spanien    |  | 36:21 |
| Frankreich – Südkorea |  | 23:30 |
| Dänemark – Angola     |  | 38:22 |

### Finalspiele
| Spiel um Platz 9                  |  | Griechenland – Angola |  | 23:38 |
| Viertelfinale A                   |  | Ukraine – Spanien     |  | 25:23 |
| Viertelfinale B                   |  | Frankreich – Ungarn   |  | 25:23 |
| Viertelfinale C                   |  | China – Dänemark      |  | 28:32 |
| Viertelfinale D                   |  | Südkorea – Brasilien  |  | 26:24 |
| 1. Spiel der 1/4-Finale-Verlierer |  | Spanien – China       |  | 27:23 |
| 2. Spiel der 1/4-Finale-Verlierer |  | Ungarn – Brasilien    |  | 36:31 |
| Spiel um Platz 7                  |  | China – Brasilien     |  | 25:26 |
| Spiel um Platz 5                  |  | Spanien – Ungarn      |  | 29:38 |
| Halbfinale A                      |  | Frankreich – Südkorea |  | 31:32 |
| Halbfinale B                      |  | Ukraine – Dänemark    |  | 20:29 |
| Spiel um Platz 3                  |  | Ukraine – Frankreich  |  | 21:18 |
| Finale                            |  | Dänemark – Südkorea   |  | 38:36 |